# Corydoras melanotaenia
Corydoras melanotaenia Regan, 1912 è un pesce tropicale d'acqua dolce, appartenente alla famiglia Callichthyidae.

## Distribuzione e habitat
È diffuso solo nel bacino del Meta.

## Biologia

### Comportamento
Può formare piccoli gruppi.

### Alimentazione
È onnivoro e si nutre sia di piante che di piccoli invertebrati acquatici che trova sul fondo.

### Riproduzione
Depone fino a 180 uova.

## Acquariofilia
Può essere allevato in acquario.